# St. Walburgisgilde

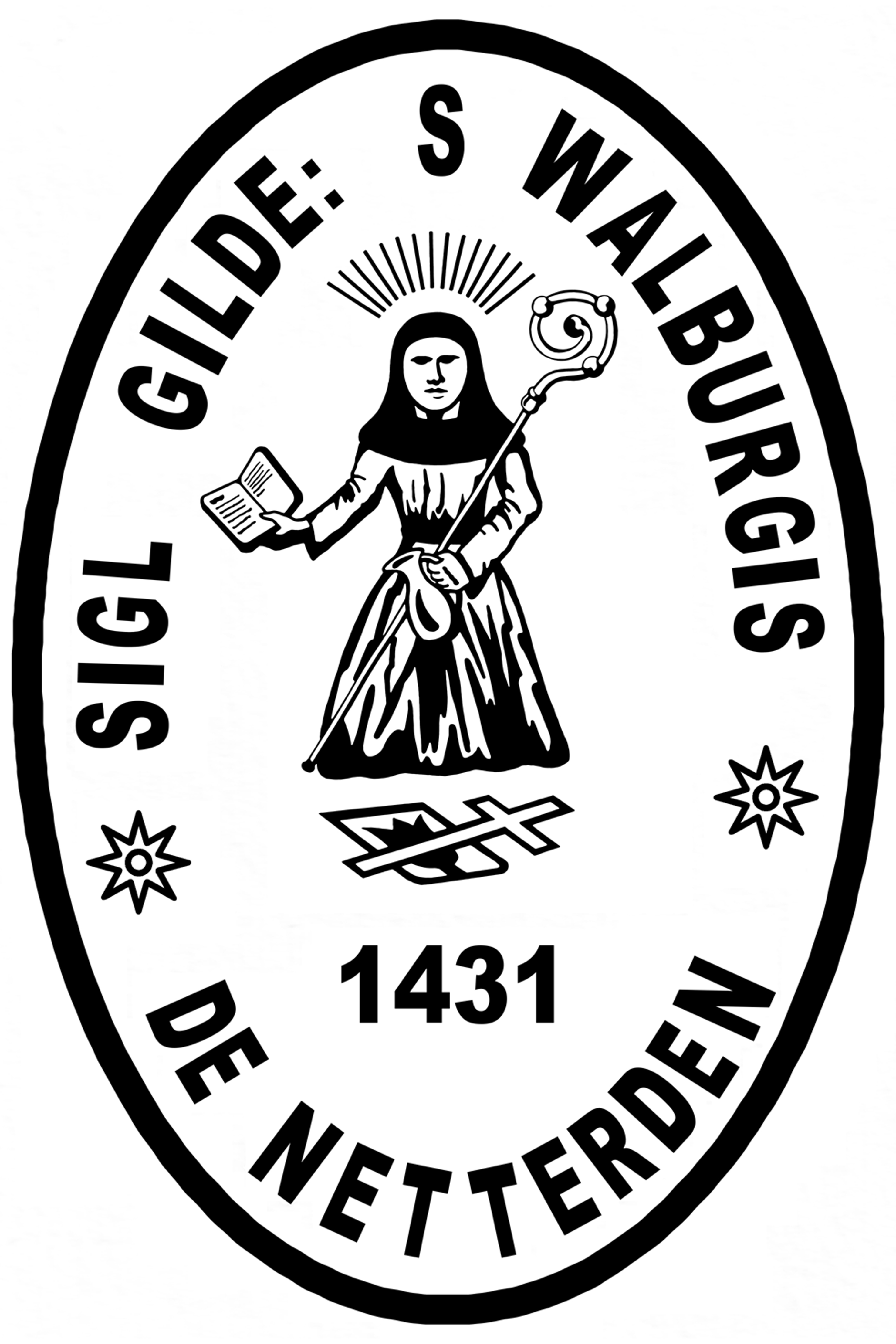
Logo St. Walburgis Gilde Netterden

Het St. Walburgis Gilde is een gilde in Netterden.
Een onderdeel van het St. Walburgisgilde is de schutterij. Vandaar dat het vaak een schuttersgilde wordt genoemd.

## Geschiedenis 1431-heden
De geschiedenis van het St. Walburgis Gilde gaat terug tot het jaar 1431.

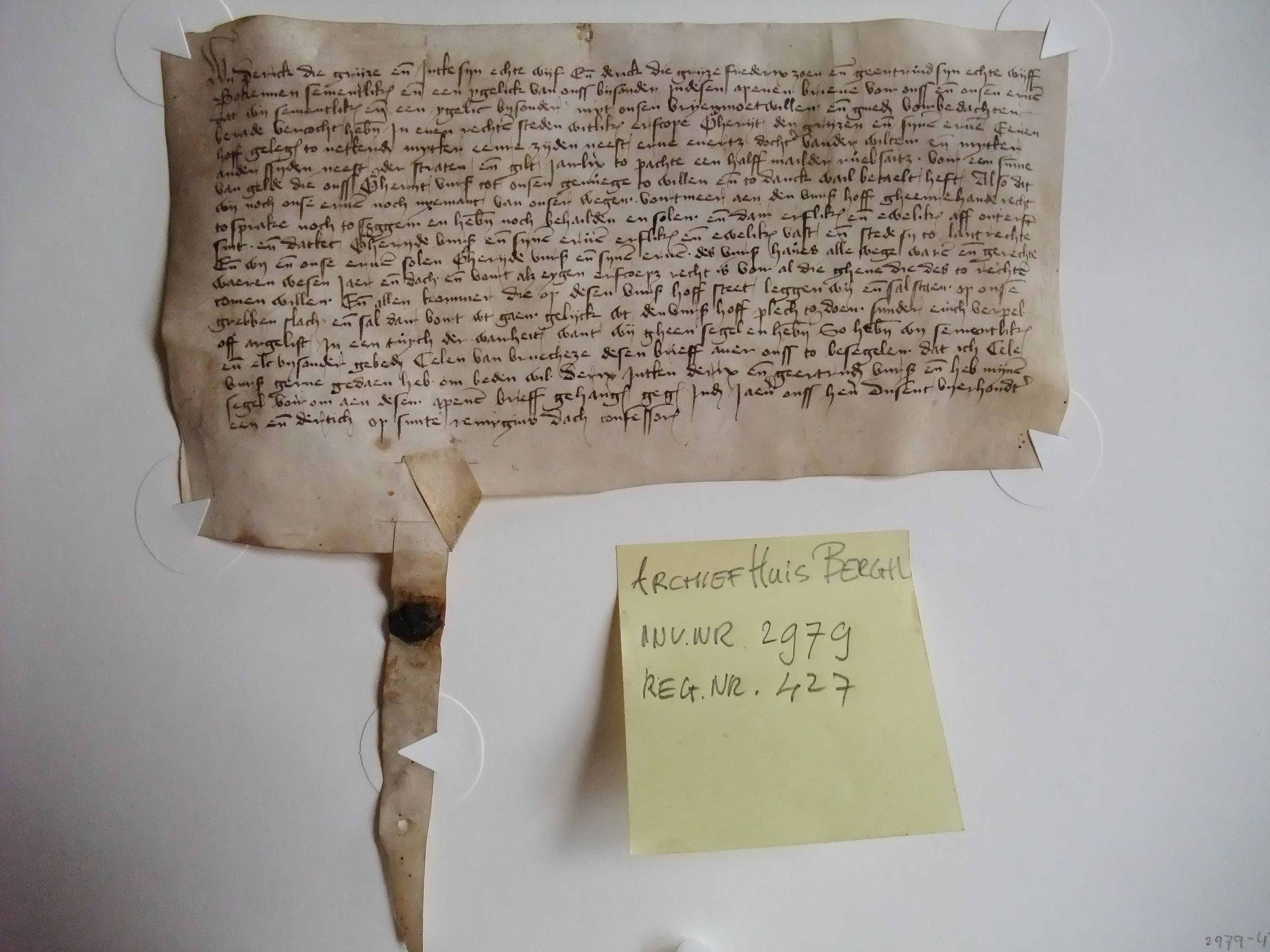
Oudste bekende akte waarin het Gilde wordt vernoemd dd 1431 (bron:archief huis Bergh)

In het begin van haar bestaan was ze voor de bescherming van het dorp en de handelsroute van Gendringen naar Emmerik. Die doelstelling heeft ze lang behouden totdat de veldwachten en Koninklijke Marechaussee hun intrede maakte rond het jaar 1815. Verder had het Gilde veel gronden en huizen in bezit, deze werden verpacht aan de boeren in Netterden. Met deze pachtgelden werden de wegen in Netterden onderhouden.
In deze tijd (1600-1800) had het Gilde veel taken die je nu kunt vergelijken met gemeentelijke taken. Ook had het dorp Netterden een schout die namens de heren van Bergh bestuurlijke en rechterlijke taken uitvoerde, meestal was deze schout een Gildemeester van het Gilde St. Walburgis. Het Gilde heeft door de jaren heen een zeer goede band met de Parochie St. Walburgis gehad.
Tegenwoordig heeft het Gilde meer een culturele functie in het dorp Netterden. Het organiseert de Gildekermis en samen met Fanfare Concordia de knollekermis. Ook heeft het St. Walburgisgilde het Gildegebouw in beheer. In het Gildegebouw zijn meerdere verenigingen actief, je kunt het vergelijken met een dorpshuis.

## Gildezilver

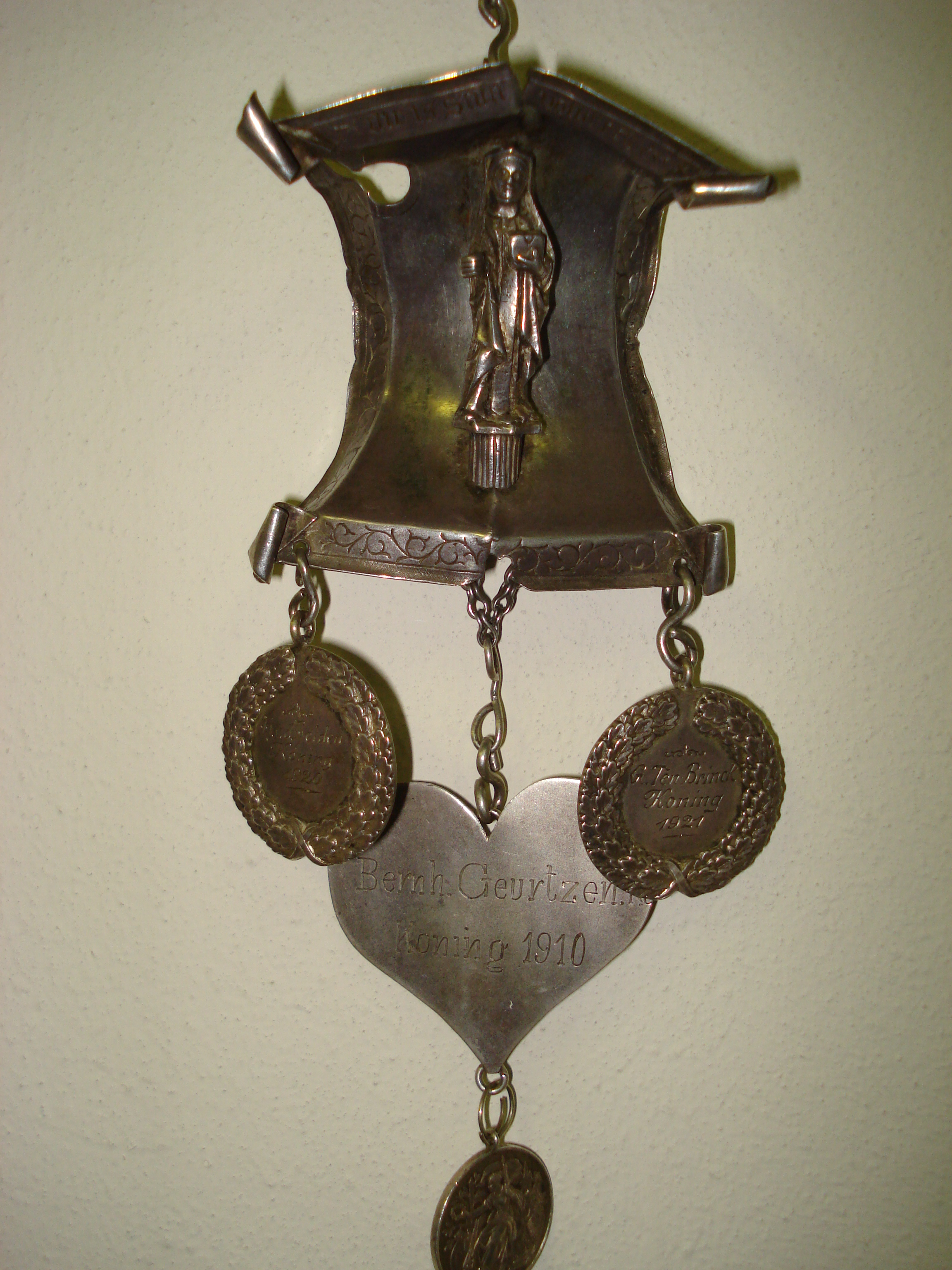
Gildezilver omstreeks 1500

Het Gildezilver van Netterden bestaat uit meerdere voorwerpen.
Het oudste zilver is geschat op begin 1500 (zie afbeelding)deze is gemaakt met een beeldje van de patrones Walburgis (Walburga).
In het andere zilver staat het jaartal 1688. Op dit zilver is de leeuw met de 7 pijlen afgebeeld wat weer de Republiek der Zeven Verenigde Nederlanden moet uitbeelden.

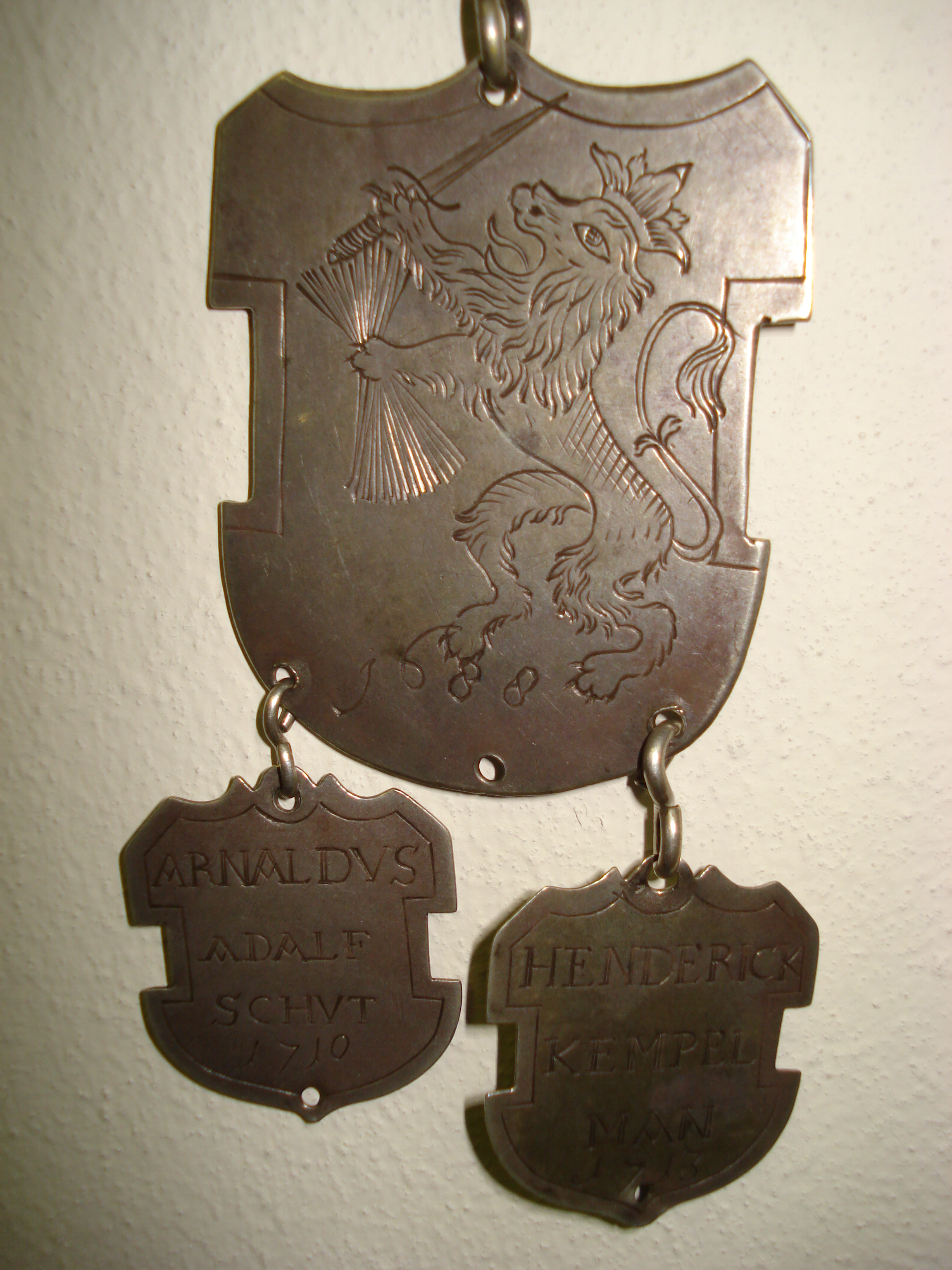
Gildezilver met de Leeuw der zeven Provinciën

Een ander onderdeel van het Gildezilver zijn de Koningsschilden met alle Koningen van het Gilde uit Netterden.
Net zoals bij het Gildeboek kun je aan het zilver zien uit welke tijd het zilver dateert, maar ook hoe rijk het Gilde was.
Hoe rijker, hoe meer het zilver was versierd en in slechte tijden is het zilver weer iets soberder.
Verder is bekend dat van Gildezilver attributen voor de parochie Heilige Walburgis zijn gemaakt.
Dit schijnt tijdens de Tachtigjarige Oorlog te zijn gebeurd na verlies van de kerk en eigendommen aan de nieuwe Republiek.
Tijdens deze periode was het Katholiekegeloof ondergronds georganiseerd en was het Gilde actief om dit mogelijk te maken in alle manieren wat in hun macht lag.

## Het Gildeboek
Het Gildeboek is een oud kasboek en beschrijft de jaren 1718-1853. Dit boek vertelt veel over de geschiedenis van het St. Walburgisgilde, maar ook over het dorp Netterden in het algemeen. In het Gildeboek werd ook de pacht bijgehouden en staat precies beschreven wat het Gilde in die dagen allemaal uitvoerde, zoals onderhoud van de wegen, bescherming van het dorp, bijdrage aan het terug krijgen van de St. Walburgiskerk in Netterden, etc.